# 199 TCN
Năm 199 TCN là một năm trong lịch Julius. 